# Dobrzejowice
Dobrzejowice est une localité polonaise de la gmina de Żukowice, située dans le powiat de Głogów en voïvodie de Basse-Silésie.